# Esquay-Notre-Dame
Esquay-Notre-Dame är en kommun i departementet Calvados i regionen Normandie i norra Frankrike. Kommunen ligger i kantonen Évrecy som ligger i arrondissementet Caen. År 2022 hade Esquay-Notre-Dame 1 447 invånare.

## Befolkningsutveckling
Antalet invånare i kommunen Esquay-Notre-Dame
Referens: INSEE